# Segunda División 1968/69
Die Segunda División 1968/69 war die 38. Spielzeit der zweithöchsten spanischen Fußballliga. Sie begann am 8. September 1968 und endete am 8. Mai 1969. Zwischen dem 29. Juni und 9. Juli 1969 wurden die Relegationsspiele ausgetragen. Meister wurde der FC Sevilla.

## Vor der Saison
Von dieser Saison an wurde die Segunda División in einer Gruppe gespielt. Die 20 Mannschaften trafen an 38 Spieltagen jeweils zweimal aufeinander. Die drei besten Mannschaften stiegen in die Primera División auf.
Die letzten vier Vereine stiegen direkt ab, die Teams auf den Plätzen 13 bis 16 mussten in der Relegation gegen den Abstieg kämpften.
Als Absteiger aus der Primera División nahmen Betis Sevilla und FC Sevilla teil. Aus der Tercera División kamen CD Ilicitano, SD Indautxu, Jerez Industrial und Ontinyent CF.

## Abschlusstabelle
| Pl. | Verein               | Sp. | S  | U  | N  | Tore    | Diff. | Punkte |
| --- | -------------------- | --- | -- | -- | -- | ------- | ----- | ------ |
| 1.  | FC Sevilla (A)       | 38  | 22 | 9  | 7  | 056:300 | +26   | 53:23  |
| 2.  | Celta Vigo           | 38  | 24 | 4  | 10 | 063:280 | +35   | 52:24  |
| 3.  | RCD Mallorca         | 38  | 22 | 6  | 10 | 062:370 | +25   | 50:26  |
| 4.  | Club Ferrol          | 38  | 19 | 9  | 10 | 055:390 | +16   | 47:29  |
| 5.  | Real Gijón           | 38  | 16 | 10 | 12 | 060:460 | +14   | 42:34  |
| 6.  | CD Calvo Sotelo      | 38  | 15 | 12 | 11 | 047:410 | +6    | 42:34  |
| 7.  | Betis Sevilla (A)    | 38  | 14 | 13 | 11 | 069:510 | +18   | 41:35  |
| 8.  | Real Murcia          | 38  | 15 | 10 | 13 | 052:480 | +4    | 40:36  |
| 9.  | Rayo Vallecano       | 38  | 14 | 12 | 12 | 051:440 | +7    | 40:36  |
| 10. | Real Valladolid      | 38  | 15 | 9  | 14 | 061:480 | +13   | 39:37  |
| 11. | Real Oviedo          | 38  | 16 | 6  | 16 | 045:450 | ±0    | 38:38  |
| 12. | Burgos CF            | 38  | 14 | 10 | 14 | 047:530 | −6    | 38:38  |
| 13. | CD Alcoyano          | 38  | 12 | 11 | 15 | 051:550 | −4    | 35:41  |
| 14. | Deportivo Alavés (N) | 38  | 15 | 5  | 18 | 047:620 | −15   | 35:41  |
| 15. | Ontinyent CF (N)     | 38  | 15 | 4  | 19 | 047:540 | −7    | 34:42  |
| 16. | CD Ilicitano (N)     | 38  | 12 | 8  | 18 | 050:580 | −8    | 32:44  |
| 17. | CD Mestalla          | 38  | 11 | 8  | 19 | 053:620 | −9    | 30:46  |
| 18. | FC Cádiz             | 38  | 13 | 4  | 21 | 044:650 | −21   | 30:46  |
| 19. | SD Indautxu          | 38  | 9  | 6  | 23 | 040:790 | −39   | 24:52  |
| 20. | Jerez Industrial     | 38  | 6  | 6  | 26 | 036:910 | −55   | 18:58  |

Platzierungskriterien: 1. Punkte – 2. Direkter Vergleich (Punkte, Tordifferenz, geschossene Tore) – 3. Tordifferenz – 4. geschossene Tore

| (A) | Absteiger der Saison 1967/68       |
| (N) | Neuaufsteiger der Tercera División |

## Relegation
|                 | Gesamt |                   | Hinspiel | Rückspiel |
| --------------- | ------ | ----------------- | -------- | --------- |
| UE Sant Andreu  | 4:3    | CD Alcoyano       | 2:2      | 2:1       |
| Bilbao Atlético | 3:1    | Deportivo Alavés  | 3:0      | 0:1       |
| Ontinyent CF    | 3:3    | Recreativo Huelva | 1:0      | 2:3       |
| CD Ilicitano    | 3:2    | Hércules Alicante | 3:1      | 0:1       |

Entscheidungsspiel:
|              | Ergebnis |                   |
| ------------ | -------- | ----------------- |
| Ontinyent CF | 2:1      | Recreativo Huelva |

CD Alcoyano und Deportivo Alavés stiegen ab.

## Nach der Saison
Aufsteiger in die Primera División
- 01. – FC Sevilla
- 02. – Celta Vigo
- 03. – RCD Mallorca

 Absteiger in die Tercera División
- 13. – CD Alcoyano
- 14. – Deportivo Alavés
- 17. – CD Mestalla
- 18. – FC Cádiz
- 19. – SD Indautxu
- 20. – Jerez Industrial

 Absteiger aus der Primera División
- CD Málaga
- Espanyol Barcelona
- FC Córdoba

 Aufsteiger in die Segunda División
- Bilbao Atlético
- CD Castellón
- CD Ourense
- CA Osasuna
- UD Salamanca
- UE Sant Andreu